# 대한민국 형법 제112조
대한민국 형법 제112조는 중립명령위반죄에 관한 형법 각칙의 조문이다.

## 조문
제112조 【중립명령위반】
외국간의 교전에 있어서 중립에 관한 명령에 위반한 자는 3년 이하의 금고 또는 500만원 이하의 벌금에 처한다.